# Rörelsestörningar
Rörelsestörningar eller rörelsesjukdomar är en grupp neurologiska sjukdomar som påverkar utförandet av och precisionen i rörelser. Tidigare använde man ofta begreppet extrapyramidala sjukdomar för att markera att det inte rör sig om en primär skada i pyramidbanan som vid många förlamningssjukdomar. Vid flera av tillstånden misstänker man eller har påvisat påverkan på basala ganglierna, som svarar för regleringen av rörelseprogram i hjärnan. Inte sällan används det engelska uttycket movement disorders även på svenska.
Till de viktigaste rörelsestörningarna hör
- Parkinsons sjukdom
- Parkinsonliknande tillstånd som progressiv supranukleär paralys, kortikobasal degeneration och multipel systematrofi
- Tremorsjukdomar som essentiell tremor
- Tics
- Dystonier
- Myoklonus
- Wilsons sjukdom
- Huntingtons sjukdom
- Läkemedelsorsakade rörelestörningar som akut dystoni, tardiv dyskinesi och malignt neuroleptikasyndrom